# Рут Фукс
Рут Фукс, рођена Гам (Егелн, 14. децембар 1946 — Јена, 20. септембар 2023) била је источнонемачка политичарка и атлетичарка. Представљала је Источну Немачку, на Олимпијским играма 1972. у Минхену и 1976. у Монтреалу и оба пута је била победник у бацању копља. Она је у току седамдесетих година шест пута обарала светски рекорд.
Њен лични рекорд у бацању копља је 69,96 метара са старим типом копља, постигнут 29. априла 1980. у Сплиту. Овај резултат је седми у редовима немачких бацачица старог типа копља, иза Петре Фелке (која и данас држи светски рекорд у старом типу копља), Антје Кемпе, Зилке Ренк, Беате Кох, Карен Форкел и Тање Дамаске.
Рут Фукс је признала да је користила стероиде током своје каријере, као део званичног источнонемачког спортског програма.
По завршетку спортске каријере Рут Фукс је 1990. и од 1992. до 2002. била члан Бундестага као представник Партије демократског социјализма а 1992. до 2002. тада Левице) у поново уједињеној Немачкој.

## Светски рекорди
| Старо копље (пре 1999) |                    |          |
| 65,06                  | 11. јуни 1972.     | Потсдам  |
| 66,11                  | 7. септембар 1973. | Единбург |
| 67,22                  | 3. октобар 1974.   | Рим      |
| 69,12                  | 10. јул 1976.      | Берлин   |
| 69,52                  | 13. јун 1979.      | Дрезден  |
| 69,96                  | 29. април 1980.    | Сплит    |